# 주한 교황청 대사관
주한 교황청 대사관(라틴어: Nuntiatura Apostolica in Corea, 영어: Apostolic Nunciature in Korea)은 대한민국에 있는 로마 가톨릭 교회 기관이다. 성좌, 로마 교황청, 바티칸 시국을 대표하는 대한민국 주재 공관이고, 책임자는 교황 대사(Apostolic Nuntio)라 불리는데 대사급이다. 교황 대사는 서울에 거주한다.
로마 교황청은 한국과의 약속을 할 때 '대한민국'이나 '조선민주주의인민공화국'을 절대로 언급하지 않고 '한국'으로 표현한다. 로마 교황청은 조선민주주의인민공화국 정부와 아무런 관계를 맺고 있지 않다. 2018년에는 대한민국의 문재인 대통령이 교황 프란치스코가 조선민주주의인민공화국의 최고지도자인 김정은의 초청을 통해 조선민주주의인민공화국을 방문해 줄 것을 희망한다는 입장을 전달했다.

## 주한 교황청 대표자 명단
교황 사절
- 초대 교황 사절: 방 파트리치오(Most Rev. Patrick J. Byrne) 주교 (1949년 4월 7일[2] – 1950년 11월 25일)[3]
- 제2대 교황 사절: 막스 데 푸르스텐베르크(Most Rev. Max de furstenberg) 대주교(1950년)
- 교황 사절 서리: 구 토마스(Most Rev. Thomas Quinlan) 주교(1953년)
- 제3대 교황 사절: 에가노 리기-람베르티니(Most Rev. Egano Righi-Lambertini) 주교(1957년 12월 28일 – 1960년 7월 9일)
- 제4대 교황 사절: 하비에르 주피(Most Rev. Xavier Zupi) 대주교 (1960년 10월 26일 - 1962년 1월 31일)
- 제5대 교황 사절: 안토니오 델 쥬디체(Most Rev. Antonio del Giudice) 대주교(1962년 4월 18일 - 1967년 8월 19일)
  - 대한민국에 교황청 공사관이 1963년 12월 11일에 설립되었고,[4] 1966년 9월 5일에 주한 교황청 대사관으로 승격되었다.[5]

교황 공사(Apostolic Internuncio) / 교황 대사(Apostolic Pro-Nuncio)
- 초대 교황 공사: 안토니오 델 쥬디체(Most Rev. Antonio del Giudice) 대주교(1963년)
- 초대 교황 대사: 안토니오 델 쥬디체(Most Rev. Antonio del Giudice) 대주교(1966년)
- 제2대 교황 대사: 히폴리토 로톨리(Most Rev. Ippolito Rotoli) 대주교(1967년 9월 2일 - 1972년 11월 15일)
- 제3대 교황 대사: 루이지 도세나(Most Rev. Luigi Dossena) 대주교 (1973년 2월 27일[6] – 1978년 10월 24일)[7]
- 제4대 교황 대사: 루치아노 안젤로니(Most Rev. Luciano Angeloni) 대주교(1978년 11월 25일[8] – 1982년 8월 21일)
- 제5대 교황 대사: 프란치스코 몬테리시(Most Rev. Francesco Monterisi) 대주교(1982년)
- 제6대 교황 대사: 이반 디아스(Most Rev. Ivan Dias) 대주교(1987년)
- 제7대 교황 대사: 조반니 블라이티스(Most Rev. Giovanni Bulaitis) 대주교(1991년)

교황 대사(Apostolic Nuncio)
- 제8대 교황 대사: 조반니 바티스타 모란디니(Most Rev. Giovanni Battista Morandini) 대주교(1997년)
- 제9대 교황 대사: 에밀 폴 체릭(Most Rev. Emil Paul Tscherrig) 대주교(2004년)
- 제10대 교황 대사: 오스발도 파딜랴(Most Rev. Osvaldo Padilla) 대주교(2008년)
- 제11대 교황 대사: 알프레드 슈에레브(Most Rev. Alfred Xuereb) 대주교(2018년 - 2023년)
- 제12대 교황 대사: 조반니 가스파리(Most Rev. Giovanni Gaspari) 대주교(2024년 - 현재)

## 같이 보기
- 주교황청 대한민국 대사관